# Dryomyza melanderi
Dryomyza melanderi is een vliegensoort uit de familie van de Dryomyzidae. De wetenschappelijke naam van de soort is voor het eerst geldig gepubliceerd in 1957 door Steyskal.